# 架空犯
『架空犯』（かくうはん）は、東野圭吾による日本の推理小説。長編小説。『小説幻冬』（幻冬舎）2023年3月号から2024年9月号まで連載された9編をもとに加筆のうえ長編に再編し、2024年11月1日に同社から単行本が刊行された。
都内の高級住宅で都議夫婦の遺体が発見された放火事件が、無理心中の見立てから捜査が進み殺人事件の可能性が浮上し、華やかな人生を歩んできた夫婦の隠された秘密に迫る様子が描かれる。
本作は『白鳥とコウモリ』の続編で、著者の東野は本作の特設サイトに次の直筆メッセージを寄せている。

## あらすじ
都内の高級住宅地で発生した放火事件の現場から、都議会議員・藤堂康幸と元女優の妻・藤堂江利子の遺体が発見される。当初は無理心中と思われたが、やがて殺人事件として捜査が進む。そんな中、「藤堂夫妻の非人道的行為に対し制裁を加えた」との犯行声明とともに、非人道的行為を証明する証拠品を3億円で買い取るよう告げる脅迫状が届く。警視庁捜査一課の五代努と所轄刑事の山尾陽介は真相を追い、華やかな人生を歩んできた夫婦の隠された秘密に迫っていく。

## 登場人物

### 主要人物
五代 努（ごだい つとむ）
捜査一課強行犯係の巡査部長。「都議夫婦殺害及び放火事件」の捜査に当たる。
初対面で相勤となる所轄の山尾から清州橋の事件を解決に導いた優秀な刑事と認識されている。
山尾 陽介（やまお ようすけ）
五代とコンビを組む所轄の刑事。生活安全課の警部補。50代後半。尖った頬と窪んだ眼窩。表情は乏しい。
階級も年齢も五代より上だが、常に低姿勢で五代に接する。鋭い観察眼を持つが、どこかつかみどころのない人物。
藤堂 康幸（とうどう やすゆき）
殺害事件の被害者。都議会議員。江利子の夫。65歳。都立昭島高校の元社会科教師で、江利子は元教え子。
遺体の首に紐状の燃えかすが付着しており、焼死ではなく絞殺と推定される。
シニア人材が活躍できるよう、リスキリング・スクールの開設を目指していた。
藤堂 江利子（とうどう えりこ）
殺害事件の被害者。元女優・双葉 江利子（ふたば えりこ）。康幸の妻。57歳。昭島高校卒。オートクチュール刺繍が趣味。
火が回らなかった浴室で首吊り遺体が発見されるが二種類の索条痕があり、絞殺後に自殺に偽装されたと推定される。
幼いころ、両親を雫石の航空機と自衛隊機の衝突事故で亡くし、母方の叔父夫婦の養子として育てられる。

### 警視庁
筒井（つつい）
捜査一課強行犯係。警部補。若白髪が目立つ角ばった顔。鑑取り捜査班のまとめ役。
桜川（さくらかわ）
捜査一課強行犯係長。五代の直属の上司。
広瀬（ひろせ）
鑑識課員。眼鏡をかけた男性。放火で損傷した藤堂邸の精密な3D復元画像を作成する。
相沢（あいざわ）
所轄の刑事課長。山尾を鑑取り捜査班に入れるよう提案している。
木原（きはら）、川村（かわむら）
捜査一課強行犯係の若手刑事。桜川班で、五代の同僚。
浅利（あさり）
捜査一課。警部補。証拠品捜査担当。

### 都議夫婦殺害及び放火事件
10月15日未明に放火された藤堂邸の焼け跡から夫婦の絞殺死体が発見された殺害事件。

#### 被害者夫婦の親族
榎並 香織（えなみ かおり）
藤堂夫妻の娘。30歳。祖父、父ともに議員の政治家一族。母・江利子に似た美人。
康幸が自身の後継者とすべく、妊娠中であるが次期区議会選挙での立候補の話が進められていた。
榎並 健人（えなみ けんと）
香織の夫。30代半ば。榎並総合病院の副院長。端整な顔立ちで綺麗に整えられた短髪。
医療法人の御曹司で香織と元代々木の高級マンションの10階に住む。

#### 康幸の関係者
望月 宗太郎（もちづき そうたろう）
康幸の議員秘書。60歳前後。やや小太りで眼鏡をかけている。
垣内 達夫（かきうち たつお）
藤堂康幸後援会の会長。スーパーマーケットチェーンの経営者。65歳。がっしりとした体格だが、顔に皺が多い。
小学校時代からの康幸の幼なじみで彼のことをヤスと呼び、区議会議員に初めて立候補した時から後援会長を務める。

#### 江利子の関係者
本庄 雅美（ほんじょう まさみ）
女優時代からの江利子の友人。若いころ芸能界にいて、1年だけだが江利子と同じ事務所だった。
江利子の訃報を聞きつけ、建築家の夫に帯同し滞在していたシアトルから広尾の邸宅に一時帰国する。
今西 美咲（いまにし みさき）
東都百貨店の外商員。30代後半。中学3年の娘・真奈美と二人暮らしのシングルマザー。
外商員として江利子を担当しており、同じく本庄雅美も担当している。
平塚（ひらつか）
江利子が支援していた児童養護施設「春の実学園」の園長。緑の細い眼鏡をかけた化粧っ気のない痩せた老婦人。
自分たちの使命は子供と親をつなぐ命綱であるとの信念の元、園長を務める。
深水 照雄（ふかみず てるお）
江利子の養父。江利子の母方の叔父。12年前に他界している。生前、スナックなどを3店舗経営していた。
航空機事故で亡くなった姉夫婦（上村家）から江利子を養子として引き取る。
深水 秀子（ふかみず ひでこ）
照雄の妻。江利子の養母。2年前に他界している。晩年は拝島の老人ホーム「リリーガーデン昭島」で暮らしていた。
岡谷 禎一（おかや さだかず）
昭島市の住民。80歳ぐらい。グレーのポロシャツに黒のベスト。見事な白髪。某市民団体の名誉顧問。
深水家の近隣住民で、照雄から江利子は亡くなった姉夫婦から引き取った養子と彼が経営するバー「キュリアス」で打ち明けられる。
岡谷の妻
薄いブルーのセーターを着た70歳前後の小柄な女性。
高校生の江利子が「キュリアス」を手伝い始め、そのころから急に大人びて綺麗になったと覚えていた。
寺内 博子（てらうち ひろこ）
昭島高校での江利子の同窓生。昭島市在住。7年前の同窓会の幹事。
永間 和彦（ながま かずひこ）
昭島高校での江利子の同窓生。山岳部。高校3年時、江利子との交際を自ら周囲に吹聴していた。
合格間違いなしと言われていた東大受験に失敗し、高校を卒業した年の5月30日にマンションの自室5階から飛び降り亡くなる。
本村 健三（もとむら けんぞう）
昭島高校での江利子の同窓生。山岳部。大田区在住で電子部品メーカー勤務。長身でオールバック。
浜部 清美（はまべ きよみ）
深水秀子の姉。故人。生前、若くして未亡人となり、大泉学園の自宅で学習塾「ハマベ学習教室」を経営していた。
高校を卒業した姪の江利子を花嫁修業で2年ほど預かっていた。
島本 祐子（しまもと ゆうこ）
女優時代の江利子のマネージャー。60歳過ぎ。旧姓は楢崎。群馬県邑楽郡明和町在住。梨農家。

### その他
吉村（よしむら）
1年ほど前、藤堂康幸が虚血性腸炎で入院していた南青山にある総合病院の男性職員。30代半ば。
井上（いのうえ）
総合病院でVIP専用フロアのある最上階のナースステーションの看護師長。小柄な女性。
横野（よこの）
VIP専用フロアの看護師。背が高く、長い髪を後ろでまとめている。瓜実顔。
大北（おおきた）
VIP専用フロアの看護師。眼鏡姿。
小倉（おぐら）
VIP専用フロアの夜勤看護師。藤堂康幸が入院中、タブレットで位置情報ゲームをする姿を目撃する。
安岡（やすおか）
都立昭島高校の経営企画室の男性職員。40歳ぐらい。眼鏡にワイシャツ姿。
永間 珠代（ながま たまよ）
永間和彦の母。丸顔の老婦人。80歳過ぎ。息子が亡くなった後も昭島の同じマンションに住み続けている。
永間 広和（ながま ひろかず）
永間和彦の父。6年前に他界し、故人。
西田 寛太（にしだ かんた）
榎並夫妻が振り込んだ3千万円の出し子役。ダフ屋行為、ナイフの不法所持などの前科歴がある28歳。
ATMから現金引き出した後の追跡先の防犯カメラの映像が、犯歴データベースと顔認証で一致する。
アベ
以前、闇バイトで雇ったことがあると西田に電話連絡をした指示役の男性。ニット帽に黒いジャケット姿でマスク。
東京タワーの下の公園で西田に架空口座のキャッシュカードを渡し、金の引き出しと保管を指示する。
石塚（いしづか）
老人ホーム「リリーガーデン昭島」の男性施設長。
小林 靖代（こばやし やすよ）
深水秀子と親しくしていた「リリーガーデン昭島」の入居女性。
牧山 孝雄（まきやま たかお）
東銀座のおでん屋の店主。「ハマベ学習教室」の元生徒。
今西 好子（いまにし よしこ）
今西美咲の母。美咲が8歳のころ、年の離れた実業家・酒井と再婚し富山に移り住む。
酒井（さかい）
今西好子の再婚相手。精密機械製造メーカーの経営者。

## 書誌情報
- 単行本：幻冬舎、2024年11月1日発売、ISBN 978-4-344-04373-2

| 回     | 初出                     |
| ------ | ------------------------ |
| 第一回 | 『小説幻冬』2023年03月号 |
| 第二回 | 『小説幻冬』2023年10月号 |
| 第三回 | 『小説幻冬』2024年01月号 |
| 第四回 | 『小説幻冬』2024年04月号 |
| 第五回 | 『小説幻冬』2024年05月号 |
| 第六回 | 『小説幻冬』2024年06月号 |
| 第七回 | 『小説幻冬』2024年07月号 |
| 第八回 | 『小説幻冬』2024年08月号 |
| 最終回 | 『小説幻冬』2024年09月号 |